# Mikroregion Santa Cruz do Sul

Mikroregion LajeaSanta Cruz do Sul

Mikroregion Santa Cruz do Sul – mikroregion w brazylijskim stanie Rio Grande do Sul należący do mezoregionu Centro Oriental Rio-Grandense. Ma powierzchnię 5.424,2 km²

## Gminy
- Arroio do Tigre
- Candelária
- Estrela Velha
- Gramado Xavier
- Herveiras
- Ibarama
- Lagoa Bonita do Sul
- Mato Leitão
- Passa Sete
- Santa Cruz do Sul
- Segredo
- Sinimbu
- Sobradinho
- Vale do Sol
- Venâncio Aires
- Vera Cruz